# HD 2767
HD 2767，又名BD+32 80，SAO 53956、HR 122，是一颗恒星，视星等为5.87，位于銀經118.16，銀緯-29.1，其B1900.0坐标为赤經0h 26m 6.8s，赤緯+33° -29.1′ 47″。